# توميسلاف يوريتش
توميسلاف يوريتش هو لاعب كرة قدم كرواتي في مركز الوسط، ولد في 8 أبريل 1990 في كوتينة ‏ في كرواتيا. شارك مع منتخب كرواتيا تحت 17 سنة لكرة القدم ومنتخب كرواتيا تحت 19 سنة لكرة القدم. أما مع النوادي، فقد لعب مع نادي براشوف ونادي زغرب.

## وصلات خارجية
- توميسلاف يوريتش على موقع اتحاد كرواتيا (الكرواتية)
- توميسلاف يوريتش على موقع قاعدة بيانات كرة القدم.إي يو (الإنجليزية)
- توميسلاف يوريتش على موقع Soccerway.com (الإنجليزية)
- توميسلاف يوريتش على موقع عالم كرة القدم.نت (الإنجليزية)